# Kantonatollen
Kantonatollen eller Kantonön (kiribatiska Abariringa, tidigare Mary Ballcotts Island och Swallow Island) är en ö i Polynesien som tillhör Kiribati i Stilla havet. 

## Geografi
Kanton är den nordligaste och största ön bland Phoenixöarna och ligger cirka 1 765 kilometer sydöst om huvudön Tarawa och ca 750 kilometer norr om Tokelau.
Ön är en korallatoll och har en areal om ca 60 km² med en landmassa på ca 9 km². Atollen omsluter en lagun som är ca 11 kilometer lång och ca 5 kilometer bred. Den högsta höjden är på endast några m ö.h.
Befolkningen uppgick 2005 till ca 41 invånare som alla bor i orten Tebaronga vid Pyramid Point.
Öns lokala administration sköts av ett öråd.

## Historia
Ön upptäcktes den 5 augusti 1824 av brittiske kapten John Palmer på valfångstfartyget "Phoenix" i sällskap av kapten Edward Reed på valfångstfartyget "Mary" och namngavs efter Reeds hustru. Ön döptes 1872 om till Kanton efter att valfångaren "Canton" förliste här den 4 mars 1854.
Storbritannien gjorde anspråk på ön i mitten på 1850-talet och den 12 januari 1916 blev Kantonön tillsammans med övriga öar inom Phoenixöarna ett eget förvaltningsområde inom Brittiska Västra Stillahavsterritoriet. 1939 överenskom USA och Storbritannien att samförvalta ön.
Åren 1939 till 1958 användes ön som mellanlandning på flygrutten mellan Nordamerika och Australien och Nya Zeeland. Åren 1960 till 1965 fanns en radarstation till Mercuryprogrammet här.
1979 införlivades Phoenixöarna i den nya nationen Kiribati.